# Josephine Mark

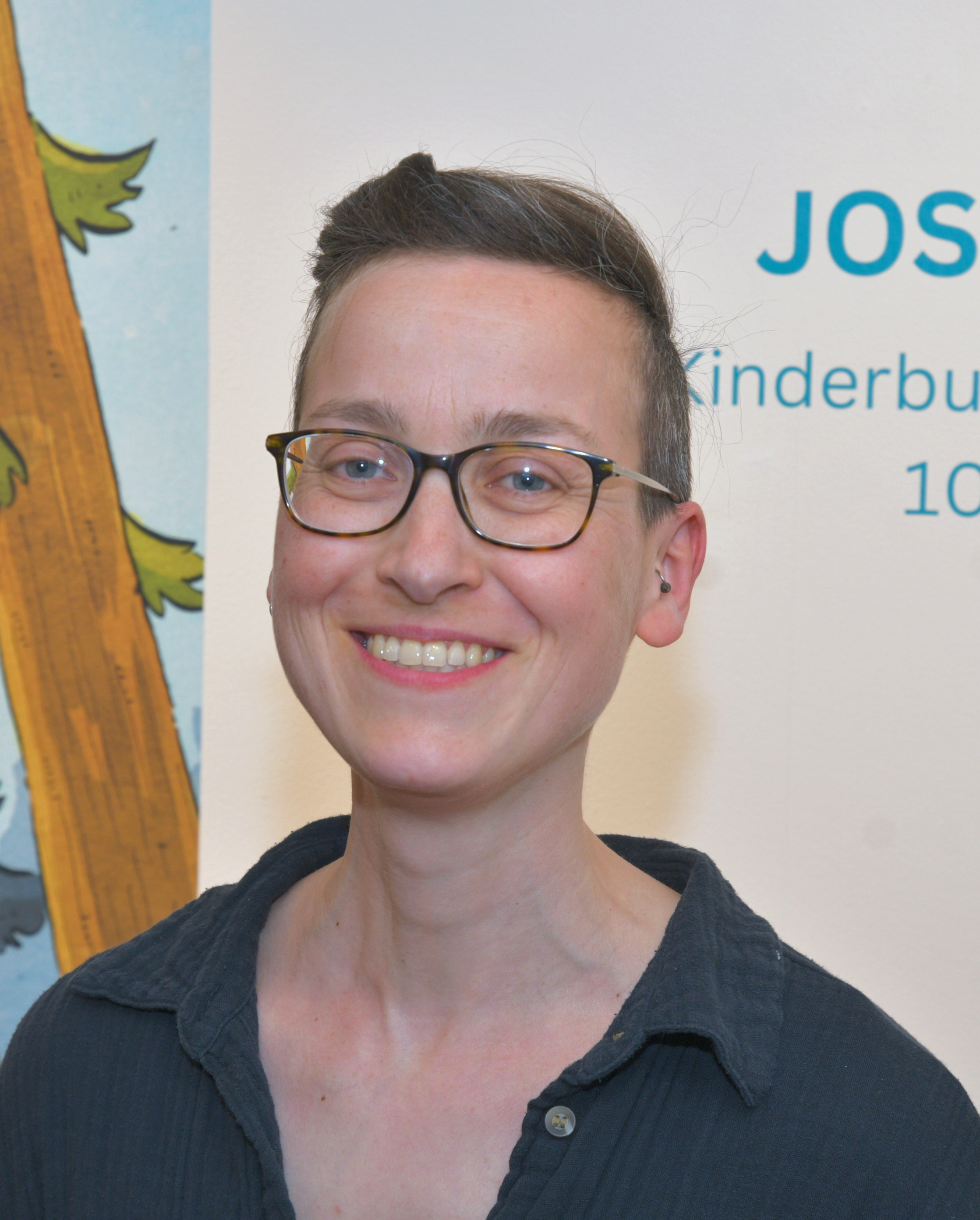
Josephine Mark (2023)

Josephine Mark (* 1981 in Naumburg (Saale)) ist eine deutsche Comic-Künstlerin, Grafikdesignerin und Illustratorin, die durch ihre biografisch geprägten Comics Murr und Trip mit Tropf aus den Jahren 2021 beziehungsweise 2022 bekannt wurde.

## Leben und Werk
Josephine Mark wurde 1981 in Naumburg (Saale) in der Deutschen Demokratischen Republik geboren und zeichnet bereits seit ihrer Kindheit. Nach ihrem Abitur wollte sie eigentlich Kunst in Leipzig studieren, wurde aber nicht angenommen, weswegen sie zunächst Medientechnik studierte. Nach zwei Semestern wechselte sie an die Hochschule Merseburg, wo sie in den Jahren 2001 bis 2005 ihr Studium der Kultur- und Medienpädagogik mit dem Schwerpunkt Museumspädagogik mit einem Diplom abschloss. Parallel zu ihrem Studium gestaltete sie Flyer, Plakate und Plattencover für Bands und studentische Projekte. Nach ihrem Abschluss arbeitete sie für rund 15 Jahre als angestellte Grafikerin für das Leipziger Kulturzentrum Moritzbastei im Bereich Programm- und Öffentlichkeitsarbeit, seit 2019 ist sie als freiberufliche Comic-Künstlerin, Grafikdesignerin und Illustratorin in Leipzig tätig.
Auf ihrem Blog puvo productions veröffentlicht Mark seit 2004 in der Regel wöchentlich Cartoons, Comics und Illustrationen. Eine erste Sammlung ihrer Cartoons in gedruckter Form erschien 2018 unter dem Titel Tiere sind auch nur Menschen im Pattloch Verlag. Mit Murr feierte Mark 2021 ihr Comicdebüt beim Zwerchfell Verlag, im folgenden Jahr brachte der Kibitz Verlag Trip mit Tropf heraus.
In ihrer Western-Parodie Murr folgt sie dem gleichnamigen Protagonisten. Dieser war schon als Kind ein Fiesling, der seinen Mitschülern Kekse klaute und Tiere quälte. Murr hält sich an die Berufsempfehlung seiner Schule und wird Bandit, der 20 Jahre später für seine Schandtaten am Galgen landet. Der Strick reißt allerdings, danach wird er buchstäblich vom Tod verfolgt. Mit seiner Sterblichkeit konfrontiert ändert Murr sein Verhalten, er geht beispielsweise Duellen aus dem Weg oder hat Angst, beim Falschspielen erwischt zu werden. Das Skript verfasste Mark innerhalb von nur einer Woche für ein Seminar zum Comiczeichnen, das 2017 beim Comic-Salon Erlangen angeboten wurde. Sie konnte ihre Idee auch wegen des gewählten Genres schnell umsetzen. Dank bekannter Figurenkonstellationen in Western hätten Leser bereits konkrete Vorstellungen und lange Erklärungen erübrigten sich.
Trip mit Tropf erzählt von einem Roadtrip, den ein krebskrankes Kaninchen und ein abgebrühter Wolf gemeinsam auf einem Motorrad mit Beiwagen unternehmen. Den Anfang nimmt die Geschichte in einer Tierklinik, die von einer Jagdgesellschaft überfallen wird. Das Kaninchen rettet dem Wolf das Leben, da eine Gewehrkugel an dessen Infusionsständer abprallt. An den wölfischen Ehrenkodex gebunden ist der Gerettete von nun an für das Wohlergehen des Kaninchens verantwortlich. Mit dem Comic verarbeitet Mark ihre eigene Krebserkrankung, erste Ideen entstanden bereits während der Behandlung.

## Künstlerischer Einfluss und Stil
Mark illustriert mit klassischen Medien, darunter befinden sich etwa Aquarell, Fineliner und Tusche, verwendet aber auch digitale Techniken wie Vektorgrafiken.
Mehrere Krankheitsfälle im Familien- und Freundeskreis der Künstlerin, die sie als „viele kleine Nadelstiche“ beschreibt, ließen sie über „den Tod, das Abschiednehmen und Loslassen“ nachdenken, was die Grundlage für ihren schwarzhumorigen Comic Murr bildete. Ihre schlicht gestalteten Figuren setzt sie mit einem markanten Tuschestrich um.
Für Trip mit Tropf greift Mark humorvoll auf Erfahrungen ihrer eigenen Chemotherapie zurück. Stellvertretend lässt sie diese das Kaninchen durchleben, wenn etwa die Medikamente einen unangenehmen Körpergeruch verursachen oder wiederholtes Nasenbluten auftritt. Das Wort „Krebs“ wird dabei nicht erwähnt, die Auswirkungen der Chemotherapie sind aber deutlich erkennbar. Das Kaninchen leidet zum Beispiel unter Haarausfall und bewegt sich zunehmend „nackter“ durch die Kulissen.

## Veröffentlichungen (Auswahl)
- Tiere sind auch nur Menschen. Pattloch Verlag, München 2018, ISBN 978-3-629-11445-7
- Murr. Zwerchfell Verlag, Stuttgart 2021, ISBN 978-3-943547-59-7.
- Trip mit Tropf. Kibitz Verlag, Hamburg 2022, ISBN 978-3-948690-14-4.
- Ich bin Flocke: Zu viel Talent, zu wenig Möhren! Kinderbuch von Maren Dammann mit Illustrationen von Josephine Mark, Ueberreuter, Berlin 2022, ISBN 978-3-7641-5207-9.
- Das große Glück der kleinen Dinge … und wo es sich versteckt. Kinderbuch von Charlotte Caspa mit Illustrationen von Josephine Mark, Carlsen Verlag, Hamburg 2022, ISBN 978-3-8303-6390-3.

## Kritiken
Andrea Heinze fasst Murr beim Mitteldeutschen Rundfunk als gekonnte Western-Parodie „mit Tiefgang, Humor und Emotionen“ zusammen. Das Werk sei ein „witziges Spiel mit Zitaten aus der Popkultur“, die Dialoge hätten oft die „Rasanz von Screwball-Komödien“. In einer Episode kommentiert Murr sein Handeln mit „I Shot the Sheriff“, aus dem Hintergrund folgt die Antwort „But you didn’t shoot the Deputy“. Der Comic sei auch deshalb so gelungen, da er „ohne Umwege auf den Punkt kommt“. Eine Rezension bei comic-couch.de hält fest, Mark erzähle in ihrem skurrilen Western „schwarzhumorig und behutsam vom Anfang, vom Ende, und von den großen Gefühlen dazwischen“.
Es gebe nur wenige deutsche Comics, die sich mit dem Tod beschäftigten, schreibt Stefan Pannor in Der Tagesspiegel. Mark liefere mit Murr und Trip mit Tropf gleich zwei Werke in kurzer Folge, die beide „sehr lustig“ ausfielen. Während sich ersteres eher abstrakt mit Tod und Vergänglichkeit beschäftige, sei die Thematik bei zweiterem deutlich gegenwärtiger. Bei allem Humor zeigten sich die Comics auch „[e]xistenziell aber nicht verzweifelt“, etwa wenn Murr mit dem Tod um das Leben seines Pferdes feilscht, oder Kaninchen und Wolf ihren finalen Überlebenskampf ausfechten.
Bezüglich Trip mit Tropf schreibt Andrea Heinze für rbbKultur, so „humorvoll wurde noch nie über Krebserkrankungen erzählt“. Ihre Erfahrungen könne die Künstlerin deshalb so lustig umsetzen, da sie nach eigenem Bekunden auch in „Extremsituationen ihren Humor bewahrt hat“. Laut Heinze hat Mark einen „Comic gezeichnet, der die Zumutungen und das Leid der Krebserkrankung von seiner komischen Seite nimmt“. So werde die Krankheit auch für Außenstehende zugänglich und vermittele dabei „eine ungeheure Lust am Leben“.

## Auszeichnungen
2022 erhielt Mark einen Max-und-Moritz-Preis für Trip mit Tropf in der Kategorie „Bester Comic für Kinder“. Im gleichen Jahr wurde Murr mit einem ICOM Independent Comic Preis in der Gattung „Bester Independent Comic – Verlagsveröffentlichung“ ausgezeichnet.
Trip mit Tropf wurde im März 2023 für den im Oktober zu verleihenden Deutschen Jugendliteraturpreis nominiert. Im September 2023 wurde Trip mit Tropf als „Bester narrativer Lang-Comic“ mit einem GINCO Award ausgezeichnet. 2023 erhielt sie für dieses Buch das mit 18.000 Euro dotierte Kranichsteiner-Kinderiteratur-Stipendium.